# Cho Yeongjae
Cho Yeongjae (n. 15 ianuarie 1999) este un trăgător de tir ce a reprezentat Coreea de Sud, medaliat olimpic. A participat la o ediție a Jocurilor Olimpice (2024) în care a câștigat o medalie de argint.

## Participări
Lista de mai jos prezintă principalele competiții la care a participat Cho Yeongjae de-a lungul carierei.
- Tir la Jocurile Olimpice de vară din 2024 - pistol foc rapid 25 m (masculin)